# Damariscotta
Damariscotta és una població dels Estats Units a l'estat de Maine (EUA). Segons el cens del 2000 tenia 2.041 habitants.

## Demografia
Segons el cens del 2000, Damariscotta tenia 2.041 habitants, 942 habitatges, i 548 famílies. La densitat de població era de 63,4 habitants per km².
Dels 942 habitatges en un 23,5% hi vivien nens de menys de 18 anys, en un 46,4% hi vivien parelles casades, en un 7,9% dones solteres, i en un 41,8% no eren unitats familiars. En el 36,6% dels habitatges hi vivien persones soles el 19,9% de les quals corresponia a persones de 65 anys o més que vivien soles. El nombre mitjà de persones vivint en cada habitatge era de 2,06 i el nombre mitjà de persones que vivien en cada família era de 2,65.
Per edats la població es repartia de la següent manera: un 19,6% tenia menys de 18 anys, un 5,2% entre 18 i 24, un 21,3% entre 25 i 44, un 23,4% de 45 a 60 i un 30,5% 65 anys o més.
L'edat mediana era de 48 anys. Per cada 100 dones de 18 o més anys hi havia 76 homes.
La renda mediana per habitatge era de 36.188 $ i la renda mediana per família de 47.105 $. Els homes tenien una renda mediana de 31.953 $ mentre que les dones 23.064 $. La renda per capita de la població era de 23.146 $. Entorn del 6,7% de les famílies i l'11,7% de la població estaven per davall del llindar de pobresa.